# التربية البدنية في المدرسة

## الرياضة النفعية
الرياضة النفعية او  la pragmatique  du sport هي بحث جديد وميدان جديد يجب اضافته الى الرياضة لانها ليست مجر لعب وحركات فزيولولوجية وجسدية ولكنها فلسفة نفعية تلمس الجسد والروح والعقل
تعد انشطة التربية البدنية في المدرسة أحد اوجه المجالات التي تتضمنها الخطط التعليمية لتحقيق الاهداف التربوية المرسومة، ولذا يتم تصميم برامجها لتطوير المهارات والقدرات الحركية والمعرفية من خلال مخطط دقيق ومتسلسل لمجموعة من الخبرات المتنوعة وبمستويات مختلفة ومتدرجة الصعوبة. (كتاب التدريس في التربية البدنية والرياضة للمؤلف أ.د.أمر الله أحمد البساطي).

## مسؤوليات التربية البدنية للمدرسة كشخصية اعتبارية
ويمكن تلخيص وحصر هذه المسؤوليات في أربعة جوانب رئيسة متضمنة عشرة عناصر يختص كل جانب هذه الجوانب بمجموعة من هذه العناصر وهي:
أولاَ: مسؤولية تعليم (إكساب) المهارات الحركية الضرورية لإنجاز مختلف الأنشطة الحركية.
ثانياً: مسؤولية اكتساب اللياقة وتطويرها من خلال النشاط البدني.
ثالثاً: مسؤولية التعريف بجوهر الفائدة من محتوى النشاطات الحركية.
رابعاً: مسؤولية تحقيق الاستفادة من النشاط البدني للتمتع بالصحة والحياة. (كتاب التدريس في التربية البدنية والرياضة للمؤلف أ.د.أمر الله أحمد البساطي).

## مفهوم أهداف التربية البدنية
تنحصر أهداف التربية البدنية وأغراضها بصفة عامة في تنوع الخبرات الحركية الفردية والجماعية التي تتناسب مع المستوى الإدراكي والمعرفي وكل من المتطلبات البدنية المهارية (النفسحركية) والاجتماعية لتلاميذ كل مرحلة عمرية من مراحل التعليم المختلفة. (كتاب التدريس في التربية البدنية والرياضة للمؤلف أ.د.أمر الله أحمد البساطي).

## أهداف التربية البدنية
1- مساعدة الصغار لأن يكونو لاعبين أذكياء ومهرة.
2- اكتساب وتطوير الآداءات المهارية في الأنشطة الرياضية المختلفة (جماعية وفردية).
3- تعليم كيفية التفكير وتطبيق الخطط بما يتناسب مع الأنشطة الرياضية والمرحلة السنية. (كتاب التدريس في التربية البدنية والرياضة للمؤلف أ.د.أمر الله أحمد البساطي).

## تقسيم عملية التدريس
إن تقسيم عملية التدريس مازال موضوعاً غير مدروس تماماً ويشكل مشكلة تعليمية لم تبحث بكفاية حتى الآن.
وتنقسم عمليات التدريس إلى الخطوات التعليمية الآتية:
1- التمهيد أو التحضير: ويهدف إلى توجيه أذهان التلاميذ إلى الدرس الجديد.
2- العرض: ويتم من خلاله تقديم المعلومات والمهارات الجديدة حتى يتم بدء التعليم.
3- الربط والموازنة: ويقوم المدرس فيها بربط المعلومات الجديدة، والموازنة بينها وبين ما يشابهها مما سبق أن تعلمه التلميذ.
4- التعميم: وفيه يستطيع التلاميذ تعميم ما سبق أن تعلموه والوصول إلى القوانين والمبادئ العامة للمعلومات والمهارات التي تم نقلها.(من كتاب طرق التدريس في التربية البدنية والرياضة للدكتورة عفاف عبد الكريم)

## التجدد في طرق التدريس
ويبحث عن طرق التدريس في التربية البدنية كفرع من فروع الدراسات التربوية في الاغراض والاهداف والمحتوى والطرائق ووسائل التربية والتعليم الخاصة بالتربية البدنية
وكذلك في عملية تخطيط وتحضير درس التربية البدنية واجراءات تنفيذه لتسهم بدور فعال مع المواد المنهجية الأخرى في تحقيق غرض التعليم العام، وهو تكوين الشخصية المتكاملة انتماء جسميا وعقليا وخلقيا واجتماعيا.
وفيما يلي نقدم الفكر الحديث نحو التجدد في طرق التدريس في التربية البدنية:
أولا: طرق التدريس موجهه نحو غرض التعليم العام.
ثانيا: طرق التدريس تعالج العمليات التعليمية والتربوية.
ثالثا: طرق التدريس موجهه نحو فاعلية عالية في التعليم والتربية.(من كتاب طرق التدريس في التربية البدنية والرياضة للدكتورة عفاف عبد الكريم).

## واجبات المدرس تجاه التلاميذ
1- أن يكون قدوة حسنة لتلاميذه في مظهره وسلوكياته وتصرفاته داخل وخارج المدرسة.
2- أن يكون المدرس حازماً وعطوفاً في تعامله مع التلاميذ.
3- أن يعمل على إتاحة فرص التدريب على القيادة للتلاميذ.
4- أن يعمل على تنمية الولاء والانتماء للوطن بدءاً من الانتماء للجماعة في الأنشطة الراضية المختلفة وخاصةً بدرس التربية الرياضية.
5- الابتعاد عن السلوك العدواني تجاه التلاميذ والعمل على ظبط المستوى.
6- عدم التفريق بين التلاميذ بناءً على أسس عنصرية.(كتاب المرشد في تدريس التربية الرياضية، للدكتور محسن محمد حمص)

## اعداد مكان الدرس
إن إعداد الملعب أو الفناء الذي سوف ينفذ فيه الدرس له تأثير انفعالي على التلاميذ فقد يثير البهجة والاثارة في نفوسهم، وقد يصيبهم بالإحباط، لذلك لابد من اعداده بصورة جيدة.
ويجب ان توزع الأدوات والاجهزة المستخدمة في مقدمة الدرس، والأجزاء التي تليه في الملعب حسب طبيعة النشاط الممارس واخراج الدرس إذا سمحت المساحة المتاحة بذلك.(كتاب المرشد في تدريس التربية الرياضية، للدكتور محسن محمد حمص)

## تنفيذ الدرس
يبدأ تنفيذ درس التربية الرياضية باصطحاب المدرس لتلاميذه من حجرة الدراسة بعد استبدال ملابسهم أو تخفيفها في حالة عدم وجود مكان مخصص لخلع الملابس، للمرضى والمصابين، يلي ذلك تنفيذ اجزاء الدرس، وعند الانتهاء من تنفيذ الجزء الختامي من الدرس يصطف التلاميذ في قاطرات أو صفوف أو أي تشكيل يراه المدرس بحيث يضمن النظام.(كتاب المرشد في تدريس التربية الرياضية، للدكتور محسن محمد حمص)

## إدارة السلوك
تعتمد عملية التعليم والتدريس على السلوك الطلابي الملائم، كما أته من المحتمل أن يوجد السلوك الجيد في سياق من استراتيجيات التدريس الفعالة. 

## الأهداف
1- فهم أهمية المنهج الإيجابي للإدارة والسيطرة على الفصل
2- الإلمام بأنواع سوء السلوك التي من المحتمل أن تحدث في أثناء حصص التربية الرياضية.
3- فهم الأسباب الممكنة لسوء هذا السلوك.
4- الاعتياد على بعض الاستراتيجيات التي يمكن من خلالها التعامل مع كل من المواقف البسيطة والخطيرة الخاصة بسوء السلوك. (من كتاب التربية الرياضية في المدارس والطب الرياضي، للدكتور أحمد رشيد الخالدي).

## الانتهاء من الحصة وترك مكان الممارسة
يشترك الطلاب في كثير من حصص التربية الرياضية في انشطة عنيفة أو تنافسية، وقد ينتج عن ذلك ان يكون الطلبة منفعلين بشكل ما، من ثم، فإنه ينبغي الا يترك الطلبة ساحة التربية الرياضية في مثل هذه الحالة هكذا، فإنه ينبغي ان يخطط المدرس لبعض المهام حتى تستعيد عقول واجسام الطلبة حالتها الطبيعية، يجب ان تنتهي كل حصص التربية الرياضية بمرحلة إرخاء العضلات، والتي ربما تشتمل على بعض الحركات الايقاعية اللطيفة أو تمرينات الإطالة، علاوة على ذلك، فإن بضع دقائق من الإستلقاء على الأرض مع إغلاق العينين والتنفس بعمق قد تساعد الطلاب على الهدوء والإسترخاء قبل مغادرة ساحة التربية الرياضية.

## من الطرق التي يمكن الاستعانة بها في الإسترخاء
1- في نهاية الحصة اطلب من الطلاب ان يستلقو بهدوء على ظهورهم على الأرض.
2- حينما تتكلم مع الفصل حاول ان تبطئ من سير حديثك وتغضض من صوتك.
3-اسمح للطلاب ان بأن يقضوا دقيقة يتخيلون انفسهم يمارسون المهارة. (كتاب المرشد في تدريس التربية الرياضية، للدكتور محسن محمد حمص)